# Луиђи ди Мајо
Луђи ди Мајо (Авелино, 6. јул 1986) јесте италијански полтичар и актуелни министар спољних послова Италије од 5. септембра 2019. године. Претходно је био потпредседник Владе Италије, министар економског развоја и министар рада и социјалне политике од 1. јуна 2018. до 5. септембра 2019. године.
Биши је члан и лидер Покрета 5 звезда. Напустио је странку 22. јуна 2022. године због сукоба са лидером странке Ђузепеом Контеом заједно са 51 послаником и 11 сенатора и основау нову парламентарну групу „Заједно за будућност”.
Није завршио факултет.